# 亨利·席利
亨利·席利（法語：Henri Schilli，1906年4月22日—1975年5月20日）出生於德國巴登-符腾堡州奧芬堡，曾經擔任法國猶太教首席拉比。

## 生平
他的父母早逝，亨利·席利和胞妹被帶到下萊茵省的阿格諾孤兒院安置，亨利·席利進入法國猶太神學院就讀，在1931年畢業取得拉比資格。他從昂甘萊班開始拉比的生涯，之後輪調到勒蘭西、接著前往巴黎擔任社區拉比，接著歐陸開始陷入動盪。
亨利·席利於1939年入伍，隨著軍隊的調任派遣，先後成為：第四軍團牧師、第二軍團牧師、勒卡托康布雷西駐軍牧師、沙勒维尔駐軍牧師。1940年則在蒙彼利埃、瓦朗斯、法國自由區擔任拉比，第二次世界大戰期間，亨利·席利也是法國抵抗運動的投入者，除了負責猶太人的信仰以外，也設法幫助猶太人脫逃和躲藏，直到戰爭結束。
1952年-1955年，亨利·席利和雅各布·卡普蘭共同擔任首席拉比。

## 受獎
- 1953年：法國榮譽軍團勳章